# Jan Blanc
Pour les articles homonymes, voir Blanc (homonymie).
Jan Blanc, né à Bois-Colombes (France) en 1975, est un historien d'art. Professeur associé (2010-2015) puis ordinaire (depuis 2014) d'histoire de l'art des temps modernes à l'Université de Genève, il est spécialiste de l'art français, flamand et hollandais du XVIIe siècle, des arts britanniques du XVIIIe siècle et de la littérature artistique de la période moderne (XVe – XVIIIe siècles).

## Biographie

### Jeunesse et formation

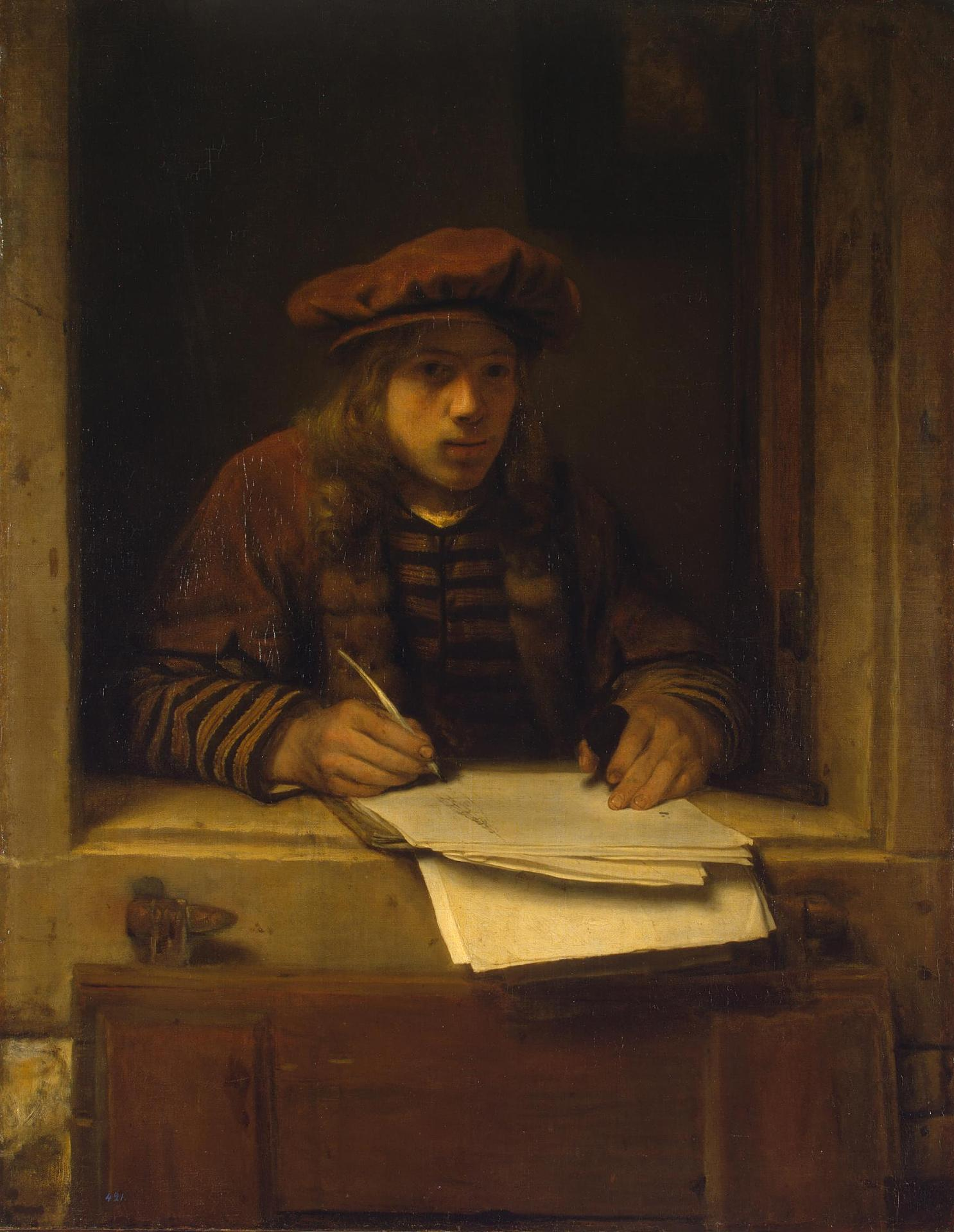
Samuel van Hoogstraten, Autoportrait dessinant à une fenêtre, v. 1647, huile sur toile,, Saint-Pétersbourg, musée de l'Ermitage.

Né le 2 septembre 1975 à Bois-Colombes, Jan Blanc suit des études d'histoire de l'art et archéologie à l'Université de Paris X-Nanterre, où il enseigne entre 2000 et 2002 comme chargé de cours. Durant la même période, il travaille comme chargé de recherches dans l'association de préfiguration de l'Institut national d'histoire de l'art, détaché à l'École nationale supérieure des beaux-arts, à la Bibliothèque centrale des musées nationaux, à la bibliothèque de la Fondation Jacques-Doucet et à la bibliothèque de l'École nationale des chartes. Au sein du Deutsches Forum für Kunstgeschichte, il est également chercheur boursier, avant de faire partie de l'équipe des chercheurs participant à l'édition des deux premiers tomes des Conférences de l'Académie royale de peinture et de sculpture, dirigée par Jacqueline Lichtenstein et Christian Michel. Ces deux volumes sont publiés en 2006 (Les Conférences au temps d'Henri Testelin, 1648-1681). 
À l'Université de Paris X-Nanterre, il consacre son mémoire de maîtrise et son Diplôme d'études approfondies (DEA) à l'Inleyding tot de hooge schoole der schilderkonst (Introduction à la haute école de l'art de peinture), un traité publié en 1678 par Samuel van Hoogstraten, un peintre, poète et théoricien néerlandais et élève de Rembrandt dont il est l'un des principaux spécialistes, avec Michiel Roscam Abbing (nl), Celeste Brusati et Thijs Weststeijn. En 2005, il publie la première traduction de ce traité, toutes langues confondues, à la Librairie Droz. Sous la direction de Christian Michel, il commence à Nanterre une thèse de doctorat ès lettres en histoire de l'art sur les rapports entre théories et pratiques artistiques dans les Pays-Bas du XVIIe siècle, Peindre et penser la peinture au XVIIe siècle : la théorie de Samuel van Hoogstraten, qu'il achève et soutient à l'Université de Lausanne en 2005. Cette thèse est publiée par Peter Lang en 2008.
Après avoir été assistant (2003-2006), puis maître-assistant (2006-2010) à l'Université de Lausanne, il est nommé professeur associé d'histoire de l'art de la période moderne, de la Renaissance à la fin du XVIIIe siècle, à l'Université de Genève, en 2010, à l'âge de 35 ans. Il succède ainsi, à la tête de la chaire, à Marcel Roethlisberger et Mauro Natale. Cinq ans plus tard (2015), il devient professeur ordinaire. Entre 2015 et 2023, il exerce par ailleurs les fonctions de doyen de la Faculté des lettres de l'Université de Genève, tout en poursuivant ses activités d'enseignant et de chercheur. Il succède à Nicolas Zufferey.

### Principales activités d'enseignement et de recherche
Les recherches de Jan Blanc portent sur l'art flamand et hollandais du XVIIe siècle, ainsi que sur les arts dans la France du XVIIe siècle et de la Grande-Bretagne du XVIIIe siècle, et leurs rapports à la littérature artistique.

#### L'art des anciens Pays-Bas (XVe–XVIIesiècles)
Les travaux de Jan Blanc se sont d'abord concentrés sur la littérature artistique néerlandaise du XVIIe siècle et, en particulier, sur les écrits de Samuel van Hoogstraten,. Au fil des années, Jan Blanc a progressivement déplacé son regard sur l'histoire artistique des anciens Pays-Bas dans sa globalité. En 2008, il organise avec Gaëtane Maes l'un des premiers grands colloques consacrés aux échanges artistiques entre les anciens Pays-Bas et la France entre 1482 et 1814, à l'Université de Lille. La question de la présence des artistes néerlandais en Orient l'a également intéressé. Avec Philip Benedict, il conçoit un colloque sur les conséquences de la Réforme dans la production artistique des Pays-Bas du XVIIe siècle à l'Université de Genève (2013). Il a également interrogé le "réalisme" des scènes de la vie quotidienne ou des paysages peints par les artistes néerlandais du XVIIe siècle.

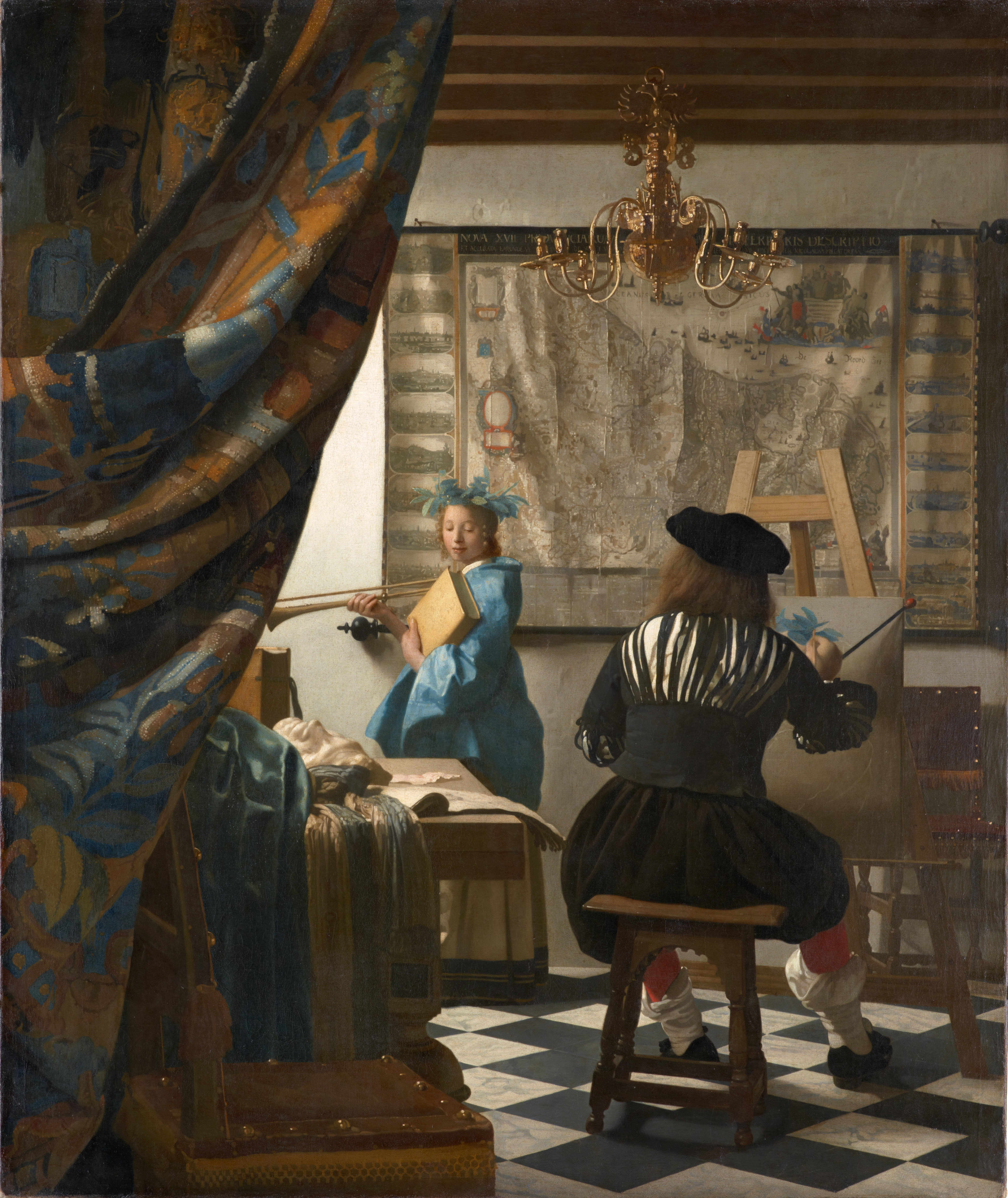
Johannes Vermeer, L'Art de peinture, 1665-1670, huile sur toile, 120 x 100 cm, Vienne, Kunsthistorisches Museum

L'œuvre et la carrière de Johannes Vermeer occupe une place centrale dans les recherches de Jan Blanc, durant les années 2000. À l'Université de Genève, il a en outre donné une conférence publiques sur les rapports de Vermeer à l'argent (2013). Il s'est également à Rembrandt, à l'organisation de son atelier comme à ses représentations des Pèlerins d'Emmaüs. Il a en outre publié plusieurs articles sur le sublime, en particulier dans les paysages d'Allart van Everdingen, sur les paysages suisses de Jan Hackaert, la parodie chez Adriaen Brouwer, les stillevens culinaires de Joseph de Bray et les méthodes perspectives, en particulier chez Pieter Saenredam.
Plus récemment, dans le cadre d'un projet financé par le Fonds National Suisse, Un Siècle d'or ? Repenser la peinture hollandaise du XVIIe siècle, Jan Blanc a organisé, avec son équipe de recherche, plusieurs colloques et séminaires, consacrés à la fabrication de la notion de "siècle d'or" (gulden ou gouden eeuw) dans les Pays-Bas du XVIIe siècle, à l'Université de Genève, aux genres artistiques dans les Provinces-Unies du XVIIe siècle, au Frans Halsmuseum de Haarlem, aux chrononymes utilisés au XVIe et au XVIIe siècle pour désigner les cultures artistiques européennes (séminaire en ligne) et à la manière dont l'art néerlandais du XVIIe siècle a été perçu et interprété par les voyageurs étrangers, à la Société des arts et au Musée d'art et d'histoire de Genève (2022). Ce projet a été salué comme l'un des plus novateurs des dernières années concernant l'art néerlandais du XVIIe siècle. Ces activités de recherche ont été accompagnées d'un cours public donné au sein de la Maison de l'histoire de l'Université de Genève, entre 2017 et 2021 - certains de ces cours ont été enregistrés.

#### L'art en France auXVIIesiècle

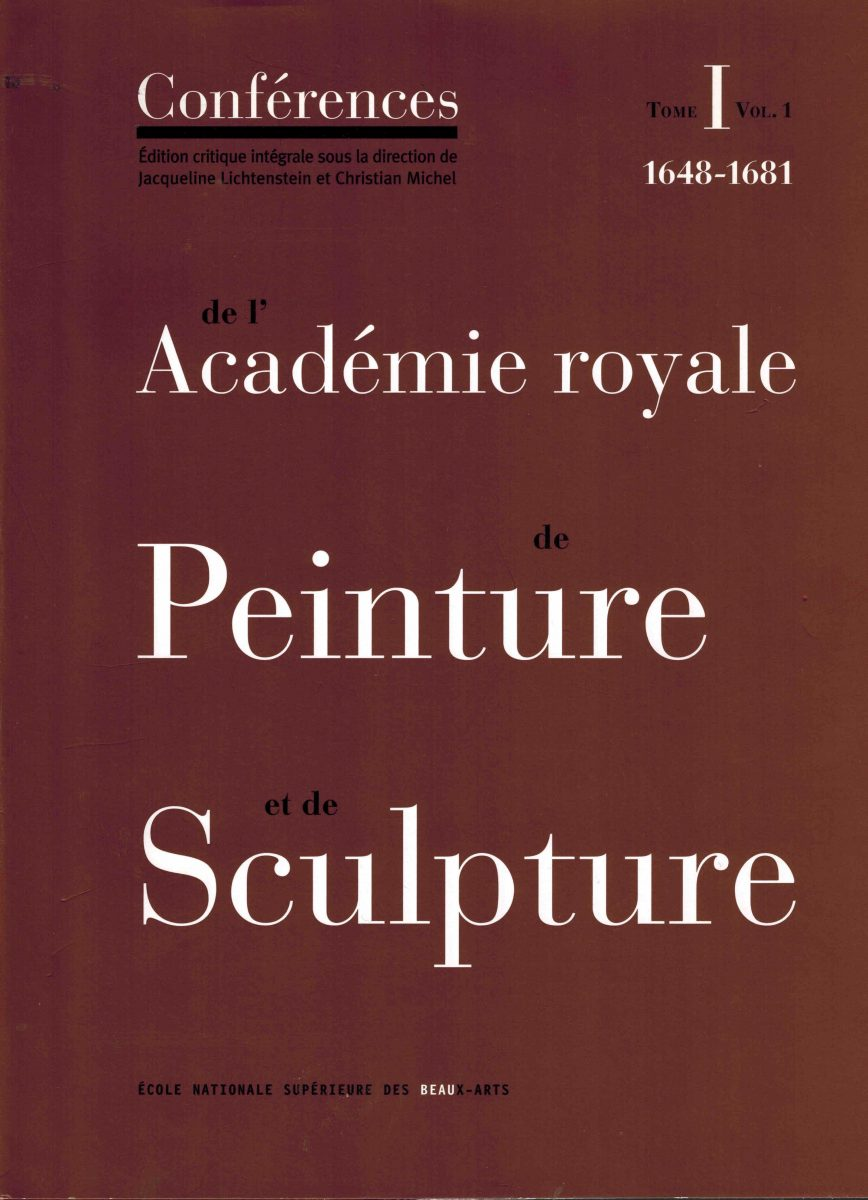
Les Conférences au temps d’Henri Testelin, 1648-1681, Paris, Éditions de l’École nationale supérieure des Beaux-arts, 2006, 2 vol., dir. par Christian Michel & Jacqueline Lichtenstein, avec Jan Blanc, Thomas Gaehtgens, Bénédicte Gady, Karim Haouadeg & Markus Castor

Jan Blanc est également un spécialiste des théories artistiques françaises, du XVIe au XVIIIe siècle. Sous la direction de Christian Michel et de Jacqueline Lichtenstein, avec Thomas Gaehtgens, Bénédicte Gady, Karim Haouadeg et Markus Castor, il a participé en 2006 à la transcription et à l'édition des conférences de l'Académie royale de peinture et de sculpture qui se sont tenues dans l'institution entre 1648 et 1681, publiées sous l'égide du Deutsches Forum für Kunstgeschichte et de l'École nationale supérieure des beaux-arts de Paris. Ses réflexions sur les rapports entre théories et pratiques le conduisent également à s'interroger sur la pensée artistique de Nicolas Poussin, jusqu'à imaginer à quoi aurait pu ressembler le traité de peinture que le peintre romain n'a finalement pas écrit, dans une dimension uchronique.
Il a également travaillé sur la place de l'art français dans l'Europe de la Renaissance et des temps modernes. Avec Marc Bayard, Diane Bodart, Nicole Hochner, Godehard Janzing et Olaf Reumann, il a organisé un grand colloque consacré à l'image du roi en Europe de François Ier à Louis XIII, qui se tient au Deutsches Forum für Kunstgeschichte, à Paris (2002), dont les actes sont publiés en 2006. Avec Gaëtane Maes, il a également programmé un colloque consacré aux échanges artistiques entre les anciens Pays-Bas et la France entre 1482 et 1814, à l'Université de Lille (2008).
Enfin, plusieurs de ses travaux sont spécifiquement consacrés à certains peintres français du XVIIe siècle, comme Nicolas Poussin ou Philippe de Champaigne.

#### L'art dans la Grande-Bretagne duXVIIIesiècle
À partir des années 2010, Jan Blanc a également engagé une réflexion sur les relations entre art, société et théories dans le Royaume-Uni, singulièrement durant le XVIIIe siècle, en commençant par se consacrer aux écrits du peintre Joshua Reynolds, l'un des principaux acteurs de la peinture britannique du XVIIIe siècle, avec Allan Ramsay, Thomas Gainsborough, George Romney et John Hoppner, mais aussi le premier président de la Royal Academy. 

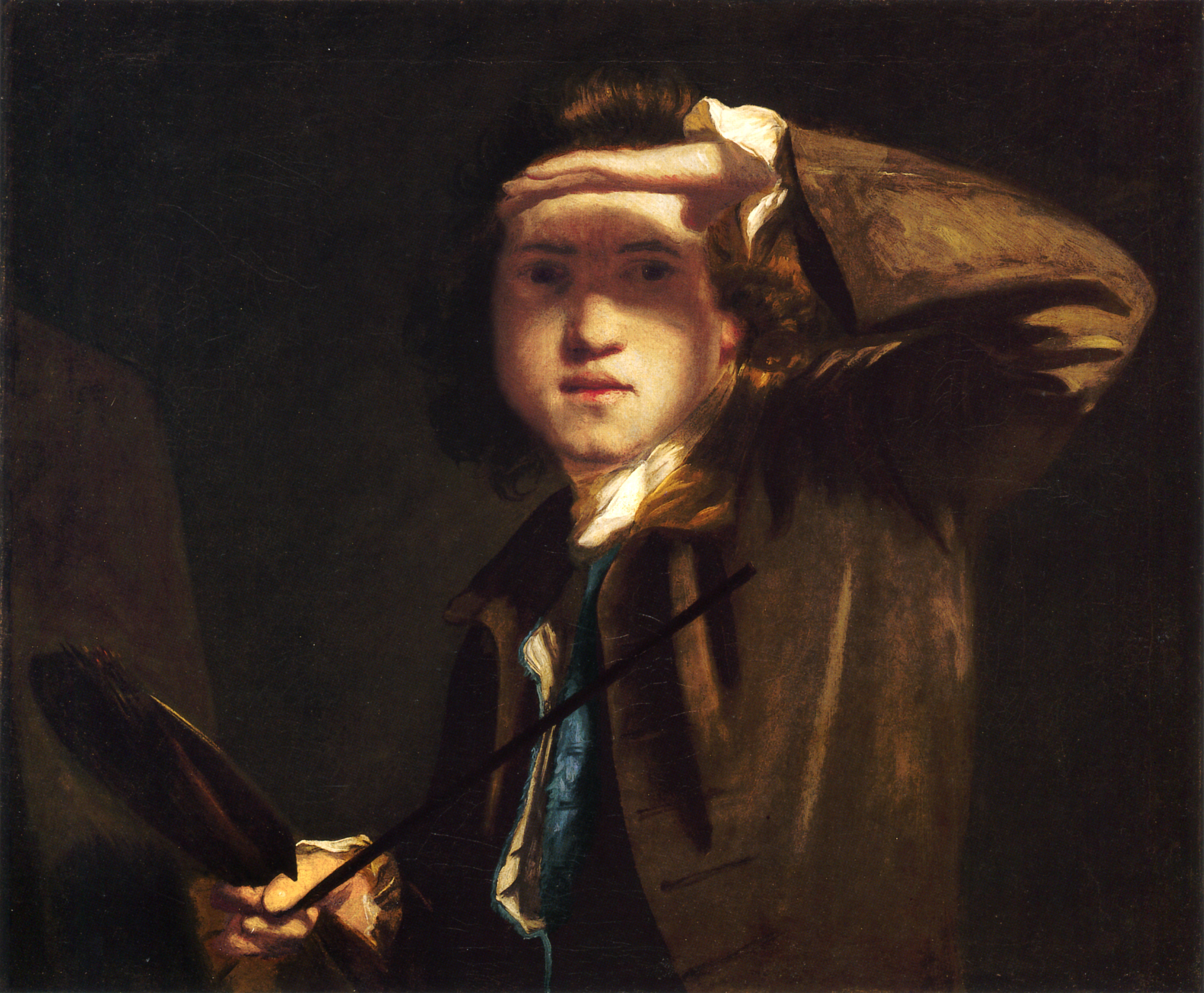
Joshua Reynolds, Autoportrait à la palette, v. 1748, huile sur toile,, Londres, National Portrait Gallery.

Il a lancé ces recherches à travers un grand colloque rassemblant les principaux spécialistes de Joshua Reynolds, à l'Université de Lausanne (2010). Constatant que seule une faible partie des écrits publiés ou manuscrits du peintre anglais avait été traduite en français - pour l'essentiel, ses quinze discours prononcés à l'Académie, une partie de ses voyages en Italie et aux Pays-Bas, en grande partie par Hendrik Jansen au XVIIIe siècle et Louis Dimier au début du XXe siècle - et sa correspondance -, Jan Blanc entreprend de réunir tous les textes connus de Reynolds et d'en proposer une édition traduite complète. Choisissant de prendre en compte l'ensemble pourtant varié de ces textes - notes de lecture, brouillons d'articles, lettres, commentaires d'œuvres et de textes, essais, carnets de voyages, discours -, Jan Blanc met aussi en évidence la très grande diversité des avis du peintre anglais, du rôle essentiel des contextes dans lesquels ces avis sont énoncés, mais aussi de la cohérence d'une pensée qui ne peut en aucun cas être qualifiée, comme on l'a parfois prétendu, de «classique» ou, de «néo-classique». Au sein des écrits et des œuvres de Reynolds, Jan Blanc s'est particulièrement intéressé à ses réflexions sur la sculpture et à l'ambiguïté générique de ses portraits.
Il s'est en outre intéressé à d'autres aspects de la culture visuelle britannique au XVIIIe siècle, comme la manière dont les séismes qui ont secoué la Calabre entre 1783 et 1783 ont été interprété par sir William Hamilton en termes géologiques et physiques mais aussi esthétiques et sublimes ou la question de la délicatesse masculine dans les portraits.

#### Théories et pratiques artistiques, et questions de méthode et d'interprétation en histoire de l'art
Spécialiste des rapports entre théories et pratiques artistiques durant la période moderne, Jan Blanc a fait partie du comité scientifique du projet ERC LexArt – Words for Art : The Rise of a Terminology (1600–1750), dirigé par Michèle-Caroline Heck à l'Université de Montpellier entre 2007 et 2013. À cette occasion, il a contribué à l'un des deux volumes finaux consacrés à la terminologie artistique. Avec Elizabeth Cropper, Ulrich Pfisterer et Barbara Agosti, il a participé à une discussion sur les méthodes d'édition des textes anciens, publiée dans la revue Perspective de l'Institut national d'histoire de l'art. Il a également écrit sur le genre théorique du traité de peinture dans les Pays-Bas du XVIIe siècle.
Les recherches de Jan Blanc l'ont souvent conduit à interroger de façon critique les méthodes et les outils de l'histoire de l'art, en lien avec une réflexion sur la manière de décrire et d'interpréter les œuvres d'art anciennes. Plusieurs de ses travaux portent sur les intérêts et les limites de l'étude de la géographie artistique en histoire de l'art, et aux rapports entre autoportrait et autobiographie. En 2013, il présente une conférence à l'Université de Genève sur les rapports entre art et énigme au XVIIe siècle, en particulier en France et dans les Provinces-Unies.

#### Autres publications

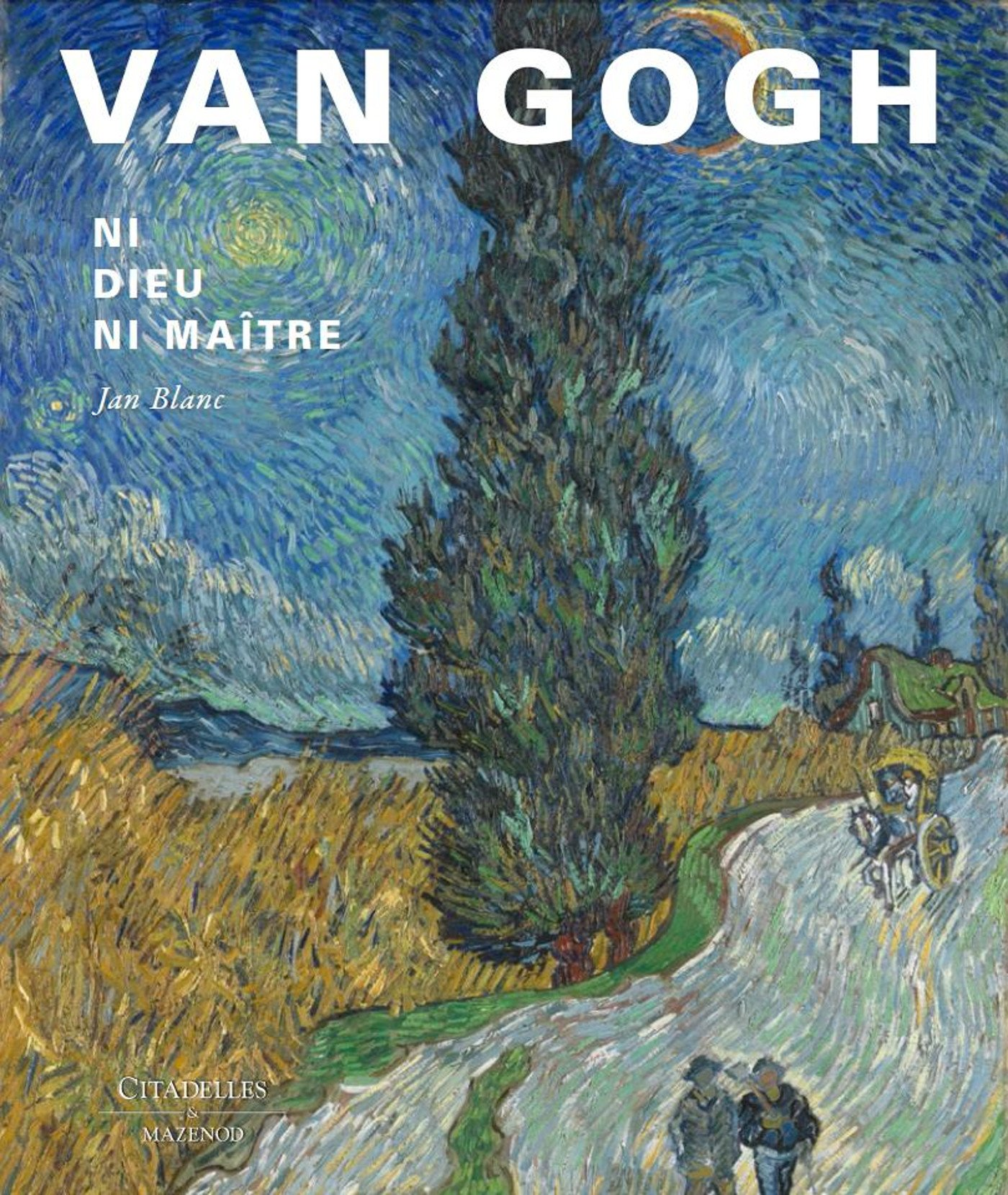
Jan Blanc, Van Gogh : ni Dieu ni maître, Paris, Citadelles & Mazenod, 2017

Jan Blanc s'est également intéressé à l'art moderne et contemporain, consacrant une monographie à Vincent van Gogh et une étude à René Magritte. En outre, il a écrit quelques textes sur le cinéma. Dans le cadre d'une série de conférences données sur les séries télévisuelles, il a également écrit un article sur la série Bates Motel, inspirée du film Psychose d'Alfred Hitchcock. Il a en outre animé, avec Ana Luisa Castillo, Morena Maria La Barba et Sonia Vernhes Rappaz, un entretien avec la réalisatrice néerlandaise Lydia Chagoll, dans le cadre des journées du film historique organisées à Genève. Enfin, quelques articles de Jan Blanc sont consacrés à des aspects spécifiques du fait littéraire - les rapports entre le voir et le dire dans le Manuscrit trouvé à Saragosse de Jan Potocki.

### Autres activités

#### Colloques et écoles doctorales
Jan Blanc a également organisé des colloques consacrés à la notion de crise dans les arts, à l'École polytechnique fédérale de Zürich, avec Peter Schneemann et Philip Ursprung (2015), à la carrière et l'œuvre de Jean-Pierre Saint-Ours à la Société des arts de Genève et au Musée d'art et d'histoire de Genève (2015), aux Lumières en Suisse à la Société des arts de Genève et au Château de Prangins (2016), aux nourritures spirituelles dans les cultures, les pratiques et les représentations modernes et contemporaines, avec Francesca Arena, Andrea Carlino, Frédéric Cousinié, Yasmina Foehr-Janssens, Philip Rieder, Brigitte Roux, Sarah Scholl, Jade Sercomanens et Daniela Solfaroli-Camillocci, à l'Université de Genève (2017) et à l'innovation dans les arts, les techniques et les sciences en Europe, entre 1400 et 1900, en collaboration avec Jérôme Baudry, Liliane Hilaire-Pérez, Marc Ratcliff et Sylvain Wenger, à la Société des arts de Genève (2017). Entre 2014 et 2015, il organise avec Michel Grandjean et Michel Porret les grandes conférences de la Maison de l'histoire, à l'Université de Genève. En tant que président de l'Association suisse des historiens et historiennes de l'art, il a coorganisé le troisième congrès de l'association à l'Université de Bâle, avec Andreas Beyer (2016). En 2014, il a accueilli à l'Université de Genève et au Musée Rath une journée d'études sur l'histoire de la tapisserie et des arts décoratifs organisée par le réseau de recherche Arachné, en collaboration avec la Fondation Toms Pauli. Dans le cadre des activités de la Conférence universitaire de Suisse occidentale, il a coordonné l'organisation de deux journées d'études doctorales, la première sur la question des identités culturelles ("Art et identités à l’époque moderne : définitions et méthodes"), en 2014, et la seconde sur le présent dans les arts et la littérature du XVIIIe siècle ("Être contemporain, être moderne : la question du temps présent dans les arts et la littérature des Lumières"), en 2015, à l'Université de Genève.

#### Panels et séminaires
Jan Blanc a en outre organisé plusieurs panels pour des colloques et des symposiums, avec Frédéric Elsig sur la place de l'attributionnisme dans les méthodes actuelles de l'histoire de l'art, à l'Université de Berne (2010), avec Marie-Theres Stauffer ("Images of the Courtier in Northern European Art, 1500–1700"), dans le cadre du symposium annuel de la Renaissance Society of America à l'Université de Berlin (2015), et avec Marije Osnabrugge ("Artists on the Move : New Methods, New Directions"), dans le cadre du symposium de l'association américaine des historiens de l'art néerlandais (Historians of Netherlandish Art), à l'Université de Gand (2018).

#### Expositions
Jan Blanc a également participé à la conception de deux expositions, sous la direction de Laurence Madeline et Jean-Roch Bouiller sur le panorama (MUCEM, Marseille ; Musée d'art et d'histoire, Genève, 2015-2016), et, sous la direction de Lada Umstätter, sur la nature morte (Musée d'art et d'histoire, Genève, 2019).

## Choix de publications

### Ouvrages
- Rembrandt, Paris, Citadelles & Mazenod, 2023  (ISBN 978-2850889349)
- L’Art des anciens Pays-Bas (XVe-XVIe s.), Paris, Citadelles & Mazenod, 2021 (ISBN 2850888664)
- Stilleven : peindre les choses au XVIIe siècle, Paris, Éditions 1:1 (ars), 2020 (ISBN 9791097193034)
- En quête du grand style : la peinture d’histoire britannique au XVIIIe siècle, Genève, Librairie Droz, 2020 (ISBN 978-2-600-15993-7)
- Le Siècle d’or hollandais : une révolte culturelle au XVIIe siècle, Paris, Citadelles & Mazenod, 2019 (ISBN 9782850887963)
- Van Gogh : ni Dieu ni maître, Paris, Citadelles & Mazenod, 2017 (ISBN 978-2-85088-711-6, présentation en ligne)[39].
- Vermeer : la fabrique de la gloire, Paris, Citadelles & Mazenod, 2014 (ISBN 9782850885792)[49].
- Peindre et penser la peinture au XVIIe siècle : la théorie de l’art de Samuel van Hoogstraten, Berne, Peter Lang, 2008 (ISBN 978-3-03911-316-3, présentation en ligne).
- Dans l’atelier de Rembrandt : le maître et ses élèves, Paris, Éditions de la Martinière, 2006 (ISBN 978-2-7324-3431-5, présentation en ligne).

### Directions d'ouvrages et de revues
- avec Jérôme Baudry, Liliane Hilaire-Pérez, Marc Ratcliff & Sylvain Wenger, Produire du nouveau ? Arts — techniques — sciences en Europe (1400–1900), Paris, CNRS Éditions, 2022 (ISBN 9782271132222)
- Golden Age(s) : The Shaping of a Cultural Community, Turnhout, Brepols, 2021 (ISBN 978-2-503-59107-0)
- avec Marije Osnabrugge, Roma 1629 : una microstoria dell’arte, Rome, Artemide, 2021 (ISBN 9788875753719)
- avec Frédéric Cousinié et Daniela Solfaroli Camillocci, Connecteurs divins : objets de dévotion en représentation dans l’Europe moderne, Paris, Éditions 1:1 (ars) (ISBN 979-10-97193-02-7)
- Kunst + Architektur in der Schweiz : Schweiz-Niederlande : Kunst im Austausch/Suisse–Pays-Bas : échanges artistiques/Svizzera-Paesi Bassi : scambi artistici, 2020 (ISBN 978-3-03797-653-1)
- avec Gaëtane Maes, Les Échanges artistiques entre les anciens Pays-Bas et la France, 1482–1814, Turnhout, Brepols, 2010 (ISBN 978-2503530956)

### Éditions
- Les Écrits de sir Joshua Reynolds, Turnhout, Brepols, 2016 (ISBN 9782503567617)[27]
- Postures érotiques : L’Arétin d’Augustin Carrache de Simon-Célestin Croze-Magnan et Jacques-Joseph Coiny (1798), Paris, Presses universitaires de France, 2014 (ISBN 978-2-13-062821-7)
- Inleyding tot de hooge schoole der schilderkonst (Introduction à la haute école de l’art de peinture, Rotterdam, 1678) de Samuel van Hoogstraten (1627–1678), Genève, Librairie Droz, 2012 (ISBN 978-2-600-01068-9)
- Paroles d’artistes (XVe – XXIe siècle), Paris, Citadelles & Mazenod, 2012 (ISBN 978-2850885235)[50].
- avec Christian Michel, Jacqueline Lichtenstein, Thomas Gaehtgens, Bénédicte Gady, Karim Haouadeg & Markus Castor, Les Conférences au temps d’Henri Testelin, 1648-1681, Paris, Éditions de l’École nationale supérieure des Beaux-arts, 2006 (ISBN 978-2-84056-190-3, lire en ligne)

### Ouvrages de vulgarisation
- Raphaël, Paris, La Martinière, coll. « 100% », 2012 (ISBN 978-2-7324-5186-2, présentation en ligne).
- avec Florence Jaillet, Dans l’atelier des artistes : les coulisses de la création, de Léonard de Vinci à Jeff Koons, Paris, Beaux–Arts Éditions, 2011 (ISBN 978-2-84278-854-4, présentation en ligne).
- Léonard de Vinci, Paris, La Martinière, coll. « 100 % », 2011 (ISBN 978-2-7324-4605-9).

### Articles disponibles en ligne
- « Visible et invisible : Rembrandt et la représentation du Christ dans les Pèlerins d’Emmaüs », dans Emmanuelle Hénin & Clotilde Thouret, L’Ombre d’un doute : nuances et détours de l’interprétation. Mélanges en hommage à François Lecercle, Paris, Éditions des archives contemporaines, 2019 (ISBN 9782813003430, lire en ligne), p. 291-306
- « Bates Motel, un nouveau départ », dans Thalia Brero & Sébastien Farré, The Historians, saison 3 : les séries TV décryptées par les historiens, Genève, Georg, 2019 (ISBN 282571142X, lire en ligne), p. 86-101
- « Accord, Air/air de tête, Esprit, Genre, Goût, Histoire, Style, Théorie, Union », dans Michèle-Caroline Heck, LexArt : les mots de la peinture (France, Allemagne, Angleterre, Pays-Bas, 1600-1750, Montpellier, Presses universitaires de la Méditerranée, 2018 (ISBN 9782367812694, lire en ligne), p. 31-33, 37-40, 195-201, 227-235, 263-269, 436-439, 447-451 & 457-460
- « Un art colonial ? Les artistes néerlandais en Orient au XVIIe siècle », dans D’une rive à l’autre : patrimoines croisés – mélanges en l’honneur de Leïla el-Wakil, Genève, Slatkine, 2018 (ISBN 9782051028295, lire en ligne), p. 235-259
- « Winckelmann et l’invention de la Grèce », Cahiers « Mondes anciens »,‎ 2018 (ISSN 2107-0199, e-ISSN 2107-0199, lire en ligne , consulté le 18 février 2022)
- « La conquête de l’ordinaire. Représenter la vie quotidienne dans l’art hollandais du XVIIe siècle », dans Emmanuelle Brugerolles & Olivia Savatier Sjöholm, Dessiner le quotidien : la Hollande au Siècle d’or, Paris, Liénart, 2017 (ISBN 9782359061925, lire en ligne), p. 10-17
- « Sensible Natures: Allart Van Everdingen and the Tradition of Sublime Landscape in Seventeenth-Century Dutch Painting », Journal of Historians of Netherlandish Art,‎ 2016 (lire en ligne )
- « ‘Un plaisir intellectuel’ : Sir Joshua Reynolds et le refus de la sculpture peinte », dans Grégoire Extermann & Ariane Varela Braga, Splendor marmoris, Rome, De Luca Editori, 2016 (ISBN 978-88-6557-292-4, lire en ligne), p. 401-418
- « La Calabre, terre sublime ? Sir William Hamilton et les séismes de Calabre de 1783–1784 », dans Lorenz Baumer, Patricia Birchler Emery & Matteo Campagnolo, Le Voyage à Crotone : découvrir la Calabre de l’Antiquité à nos jours, Berne, Peter Lang, 2014 (ISBN 978-3-0343-1329-2, lire en ligne), p. 89-98
- « Face à la Nature : le paysage peint et dessiné dans la Hollande du XVIIe siècle », dans Emmanuelle Brugerolles, L’Âge d’or du paysage hollandais au XVIIe siècle, Paris, Éditions de l’École nationale supérieure des Beaux-arts (« Carnets d’étude », n° 29), 2014 (ISBN 9782840564355, lire en ligne), p. 7-14
- « Van Hoogstraten’s Theory of Theory of Art », dans Thijs Weststeijn, The Universal Art of Samuel van Hoogstraten (1627–1678). Painter, Writer, and Courtier, Amsterdam, Amsterdam University Press, 2013 (ISBN 978-9089645234, lire en ligne)
- « Rédiger le livre que Nicolas Poussin n’a jamais écrit : Prolégomènes à une pratique uchronique de l’histoire de l’art », Retour d’y voir,‎ 2013, p. 131-161 (lire en ligne)
- « De la délicatesse des hommes », Hétérographe : revue des homolittératures ou pas,‎ 2013, p. 80-85 (lire en ligne)
- « L’histoire de l’art prise aux mots », Appareil,‎ 2012 (lire en ligne)
- « Voir et dire dans le Manuscrit trouvé à Saragosse », Études de lettres,‎ 2012 (lire en ligne)
- « ‘Forger un nouveau code.’ Sir Joshua Reynolds et la question de l’ambiguïté », Figurationen. Gender. Literatur. Kultur,‎ 2012 (lire en ligne )
- « ‘Le calvinisme et les arts du XVIe siècle à nos jours’, Chrétiens et sociétés, XVIe – XXIe siècle », Revue d’histoire moderne & contemporaine,‎ 2011 (lire en ligne ).
- « Philippe de Champaigne — questions d’identité », dans Jan Blanc & Gaëtane Maes, Les Échanges artistiques entre les anciens Pays-Bas et la France, 1482–1814, Turnhout, Brepols, 2010 (ISBN 9782503530956, lire en ligne), p. 303-316
- avec Barbara Agosti, Elizabeth Cropper et Ulrich Pfisterer, « La littérature artistique : textes et éditions », Perspective,‎ 2008 (lire en ligne )[51].
- « Eugène Delacroix (1798–1863), ou la dialectique du peintre et du poète. Quelques observations sur la genèse du Journal (1822–1824, 1847–1863) », dans Francesco Gregorio, Catherine König-Pralong & Jérôme Meizoz, Lire et écrire en arts et en philosophie, Lausanne, Université de Lausanne, 2008 (lire en ligne)
- « Eine der schönsten und ältesten Brücken auf Bündner Boden : Jan Hackaert, dessinateur du Punt da Tgiern (1655) », dans Nicolas Bock & Dave Lüthi, Petit précis patrimonial. Vingt-trois études d’histoire de l’art, Lausanne, Édimento, 2008 (ISBN 9782839904599, lire en ligne), p. 249–264
- « Mauvais genres : Adriaen Brouwer et la parodie artistique au XVIIe siècle », dans Laurent Darbellay, Frédéric Elsig & Imola Kiss, Les Genres picturaux, Genève, Voltiges, 2008 (ISBN 9782940406227, lire en ligne), p. 83-100
- « La Vie de l’œuvre : autoportraits et autofictions dans la peinture européenne du XVIe et du XVIIe siècle », dans Philippe Kaenel, Jérôme Meizoz, François Rosset & Nelly Valsangiacomo, La « Vie et l’œuvre » ? Recherches sur le biographique, Lausanne, Université de Lausanne, 2008 (lire en ligne)
- « Champs et discours d’un genre. Le traité de peinture dans la Hollande du XVIIe siècle, de Carel van Mander (1604) à Samuel van Hoogstraten (1678) », dans Jérôme Meizoz, Jean-Michel Adam & Panayota Badinou, COnTEXTES, « Discours en contexte », Lausanne, Université de Lausanne, 2007 (lire en ligne)
- « Ut pictor coquus : autour de l’Éloge du hareng mariné (1656) de Joseph de Bray (v. 1630–1664) », dans Jan Blanc, Marco Costantini, Filipe DosSantos, Christian Michel & Denise Zaru, Entre tradition et nouveauté : pour un panorama de l’histoire de l’art en Suisse (Études de lettres, IV), Lausanne, 2007 (lire en ligne), p. 65-93
- « La peinture d’architecture et de perspective dans la Hollande du xviie siècle », Perspective, 2 | 2006, p. 334-338 (consulter en ligne)[52].
- « Les mots et le geste : la ‘parole’ de Rembrandt dans son atelier », dans Gilles Ferréol, La Parole en sociologie : recherches et débats, Poitiers, Maison des Sciences de l’Homme et de la Société, 2006 (lire en ligne), p. 111-122
- Daniel Arasse et la peinture hollandaise du XVIIIe siècle ou Daniel Arasse and 18th Century Dutch Painting in Image Re-vue (consulter en ligne).

### Entretiens et documentaires
- Jan Blanc, interview par Itay Sapir, « Pourquoi Rembrandt ? », 2021
- Jan Blanc, émission radiophonique par Adèle van Reeth, « L’historien de l’art doit reconstituer la pensée de l’artiste », Les Chemins de la philosophie, France Culture, 2 avril 2021
- Jan Blanc, émission radiophonique par Matthieu Garrigou-Lagrange, « L’art athée de Van Gogh », La Compagnie des oeuvres, France Culture, 10 septembre 2020
- Jan Blanc, émission radiophonique par Adèle van Reeth, « La Joconde », Les Chemins de la philosophie, France Culture, 21 octobre 2019
- Jan Blanc, émission radiophonique par Adèle van Reeth, « Léonard et ses maîtres », Grande traversée : Léonard de Vinci, l’insaisissable, France Culture, 12 août 2019
- Jan Blanc, émission radiophonique par Adèle van Reeth, « Van Gogh ébloui », Les Chemins de la philosophie, France Culture, 27 juin 2019
- Jan Blanc, documentaire télévisuel, « Dienstmagd mit Milchkrug von Jan Vermeer », Augenschmaus, 6 mars 2017
- Jan Blanc, émission radiophonique par Jean Lebrun, « Vermeer ou l’écart », La Marche de l'histoire, France Inter, 28 février 2017
- Jan Blanc, émission radiophonique par Adèle van Reeth, « Van Gogh : ni Dieu ni maître », Les Chemins de la philosophie, France Culture, 30 juin 2017
- Jan Blanc, émission radiophonique par Adèle van Reeth, « Scènes de la vie ordinaire », Les Chemins de la philosophie, France Culture, 4 avril 2017
- Jan Blanc, émission radiophonique par Adèle van Reeth, « Dans l’atelier de l’artiste », Les Chemins de la philosophie, France Culture, 3 avril 2017
- Jan Blanc, émission radiophonique par Olivia Gesbert, « Lumière sur Vermeer », La Grande Table, France Culture, 24 février 2017
- Jan Blanc, émission radiophonique par Emmanuel Laurentin, « Représenter la ville », La Fabrique de l'histoire, France Culture, 24 février 2017
- Jan Blanc, émission radiophonique par Colette Fellous, « La Jeune fille à la perle », Carnet nomade, France Culture, 6 septembre 2014
- Jan Blanc, documentaire par Erwan Bomstein-Erb, Le Retour du Fils prodigue (1663–1665) : la force du côté obscur, L'Art en question, 2012

### Autres publications
- Pour la liste complète des autres publications, voir ici.
- Pour la liste des publications accessibles en ligne, voir ici.